# Central diésel de Ceuta
La central diésel de Ceuta es una central diésel que cuenta con 10 grupos generadores, esta central es propiedad de Endesa.

## Historia
La central térmica de Ceuta se inauguró en 1980, desde el cierre de la anterior central del Tarajal en 1985. Desde entonces ha sido el único centro de producción de electricidad de la ciudad.
En el año 2000, y debido a la reorganización societaria de Endesa, sus instalaciones pasaron a depender formalmente de Endesa Generación, S.A., aunque esto no supuso ningún cambio en la gestión de la central.
En la actualidad, la central está compuesta por 10 grupos generadores, de los cuales los grupos 1 y 2 se pusieron en servicio en 1980, el grupo 6 en 1986, el 7 en 1993, el 8 en 1998, y el 9 en 2001, y el 10 en 2006, el 11 en 2008 y el 12(turbina de gas) y 13 en 2010.
Esta central térmica usa como combustible el Fuelóleo BIA (bajo índice de azufre). Este fuel contiene menos del 1% en azufre, reduciendo así las emisiones de SO2 y SO3. El grupo 12 (turbina de gas) utiliza gas natural. La central ha obtenido de AENOR el certificado de gestión medioambiental ISO 14001, que acredita que sus actividades se realizan de una forma respetuosa con el medio ambiente.
La central de Ceuta tiene una potencia total de 91 MW.

## Características y datos técnicos
Los seis grupos utilizados en la central térmica de Ceuta utilizan motores diésel para el funcionamiento utilizando todos el fuelóleo BIA.
.
Grupo I
- General
  - Potencia: 5,76.
  - Año puesta en servicio: 1980.
- Caldera
  - Fabricante: Vulcano.
  - Caudal de vapor principal: 0,6 t/h.
  - Presión del vapor inicial: 7 bar.
  - Temperatura del vapor principal: 150-170 °C.
- Alternador
  - Fabricante: Siemens.
  - Potencia: 7,2 MVA
  - Tensión en bornes del alternador: 6,3 kV.
  - Factor de potencia del alternador: 0,8.
  - Intensidad nominal del estátor: 660 A.
- Transformador
  - Fabricante: Oasa Savoisienne.
  - Potencia: 7,2 MVA.

Grupo II
- General
  - Potencia: 5,76.
  - Año puesta en servicio: 1980.
- Caldera
  - Fabricante: Vulcano
  - Caudal de vapor principal: 0,6 t/h.
  - Presión del vapor inicial: 7 bar.
  - Temperatura del vapor principal: 150-170 °C.
- Alternador
  - Fabricante: Siemens.
  - Potencia: 7,2 MVA.
  - Tensión en bornes del alternador: 6,3 kV.
  - Factor de potencia del alternador: 0,8.
  - Intensidad nominal del estátor: 660 A.
- Transformador
  - Fabricante: Oasa Savoisienne.
  - Potencia aparente: 7,2 MVA.

Grupo VI
- General
  - Potencia: 5,76.
  - Año puesta en servicio: 1986.
- Caldera
  - Fabricante: Vulcano.
  - Caudal de vapor principal: 0,7 t/h.
  - Presión del vapor inicial: 7 bar.
  - Temperatura del vapor principal: 150-170 °C.
- Alternador
  - Fabricante: Vulcano.
  - Potencia: 7,2 MVA.
  - Tensión en bornes del alternador: 6,3 kV.
  - Factor de potencia del alternador: 0,8.
  - Intensidad nominal del estátor: 660 A.
- Transformador
  - Fabricante: Cenemesa.
  - Potencia aparente: 7,2 MVA.

Grupo VII
- General
  - Potencia: 6,72.
  - Año puesta en servicio: 1993.
- Caldera
  - Fabricante: Vulcano.
  - Caudal de vapor principal: 0,7 t/h.
  - Presión del vapor inicial: 7 bar.
  - Temperatura del vapor principal: 150-170 °C.
- Alternador
  - Fabricante: GEC ALSTOM.
  - Potencia: 8,4 MVA.
  - Tensión en bornes del alternador: 6,3 kV.
  - Factor de potencia del alternador: 0,8.
  - Intensidad nominal del estátor: 769,8 A.
- Transformador
  - Fabricante: Oasa Savoisienne.
  - Potencia aparente: 8,4 MVA.

Grupo VIII
- General
  - Potencia: 9,3 MW.
  - Año puesta en servicio: 1998.
- Caldera
  - Fabricante: Prodinco
  - Caudal de vapor principal: 0,7 t/h.
  - Presión del vapor inicial: 9 bar.
  - Temperatura del vapor principal: 150-170 °C.
- Alternador
  - Fabricante: ABB Generación.
  - Potencia: 11,85 MVA.
  - Tensión en bornes del alternador: 10 kV.
  - Factor de potencia del alternador: 0,8.
  - Intensidad nominal del estátor: 684 A.
- Transformador
  - Fabricante: ABB TRAFO.
  - Potencia aparente: 12,5 MVA.

Grupo XIX
- General
  - Potencia: 12,6 MW.
  - Año puesta en servicio: 2001.
- Caldera
  - Fabricante: Aalborg
  - Caudal de vapor principal: 1,5 t/h.
  - Presión del vapor inicial: 8 bar.
  - Temperatura del vapor principal: 170 °C.
- Alternador
  - Fabricante: Alstom.
  - Potencia: 14,85 MVA
  - Tensión en bornes del alternador: 10 kV.
  - Factor de potencia del alternador: 0,8.
  - Intensidad nominal del estátor: 440 A.
- Transformador
  - Fabricante: Oasa XXI S.A.L.
  - Potencia aparente: 15,5 MVA.

## Funcionamiento
El funcionamiento de la central térmica de Ceuta tiene una serie de elementos comunes con el resto de centrales térmicas: alternador, turbina, condensador y torre de refrigeración.
En la caldera se produce el vapor de agua mediante la combustión del fuelóleo pulverizado. Esta combustión produce gases que han de ser tratados antes de expulsarlos a la atmósfera.
El vapor obtenido en la combustión actúa sobre los álabes de la turbina haciendo que el rotor gire. Las turbinas de vapor tienen diferentes partes, separadas en alta, media o baja presión, para ser más eficientes en el aprovechamiento del vapor.
El alternador convierte la energía mecánica producida por la turbina en corriente alterna. El principio de funcionamiento del alternador es la Ley de Faraday. El alternador genera una señal eléctrica que ha de coincidir con la frecuencia de 50 Hz, que es la frecuencia utilizada en la red española. Para conseguir esta frecuencia, la turbina, y a su vez el alternador, tienen que girar a una velocidad constante.
Después es necesario elevar la tensión en los centros de transformación de la central, con el objetivo de reducir las pérdidas de energía en las líneas de transporte.
El vapor que ha sido utilizado para generar el movimiento de la turbina pierde parte de su energíainicial (calor y presión). Por este motivo, puede ser recalentado para utilizarse de nuevo o reenviarse a la torre de refrigeración, donde se transforma en agua para volver a empezar el ciclo de vapor.